# Шишкін Бор
Шишкін Бор (рос. Шишкин Бор) — присілок в Невельському районі Псковської області Російської Федерації.
Населення становить 12 осіб. Входить до складу муніципального утворення Івановська волость.

## Історія
Від 2015 року входить до складу муніципального утворення Івановська волость.

## Населення
| 2001 | 2002 | 2010 |
| ---- | ---- | ---- |
| 15   | ↘12  | →12  |